# Крюков, Михаил Егорович
Михаи́л Его́рович Крю́ков (1914 — 1994) — советский дипломат. Чрезвычайный и полномочный посол. Участник Великой Отечественной войны.

## Биография
Окончил Высшую партийную школу при ЦК КПСС в 1955 году. На дипломатической работе с 1956 года.
- В 1944—1949 годах — ответственный организатор ЦК Компартии Белоруссии.
- В 1949—1952 годах — секретарь Могилёвского обкома КП Белоруссии.
- В 1952—1955 годах — слушатель ВПШ при ЦК КПСС.
- В 1956—1959 годах — советник Посольства СССР в КНДР.
- В 1959—1961 годах — референт отдела ЦК КПСС.
- В 1961—1963 годах — советник-посланник Посольства СССР в КНДР.
- В 1963—1967 годах — на ответственной работе в Управлении кадров МИД СССР.
- С 1 июля 1967 по 25 декабря 1970 года — чрезвычайный и полномочный посол СССР в Бурунди[1].
- В 1970—1974 годах — заместитель начальника Управления по обслуживанию дипломатического корпуса (УпДК) МИД СССР.
- В 1975—1978 годах — генеральный консул СССР в Зальцбурге (Австрия).

С 1978 года — в отставке.